# Кенмор
Кенмор (на английски: Kenmore) е град в окръг Кинг, щата Вашингтон, САЩ. Кенмор е с население от 19 353 жители (06/01/04) и обща площ от 16,2 km². Намира се на 9 m надморска височина. ЗИП кодът му е 98028, а телефонният му код е 425.

## Личности
- Флойд Шмоу (1895 – 2001) – американски пацифист